# Meterana grandiosa
Meterana grandiosa là một loài bướm đêm trong họ Noctuidae.